# Friedrich Bömches (politikus)
Friedrich Bömches boori lovag, magyaros írásmóddal Bömches Frigyes (Brassó, 1805 – Brassó, 1886. március 4.) országgyűlési képviselő, Magyar Királyi Kúriai bíró, a III. osztályú Lipót-rend birtokosa.

## Élete
Az egyik legrégibb erdélyi szász polgári családból származott. Alsóbb tanulmányait a brassói gimnáziumban végezte, majd a kolozsvári líceumban folytatta. 1828-ban hivatalba lépett a brassói magisztrátusnál, 1842-ben tanácsos lett és az 1847. évi erdélyi országgyűlésre őt küldték el egyik követüknek. A Bach-korszak alatt, 1852-ben tanácsosnak nevezték ki a kolozsvári kerületi törvényszékhez, majd 1859-ben a nagyszebeni főtörvényszékhez helyezték át. 1861-ben az alkotmányos mozgalmak kezdetével örömmel visszatért szülővárosába, hol áprilisban Brassó-vidék bírájává választották meg.
Több ízben tagja volt a szász nemzeti univerzitásnak. 1863-ban, mikor Konrad Schmidt szász ispán a februári pátens és nagyszebeni tartománygyűlésen kiadott rendelet mellett foglalt állást (ti. Erdély beolvasztása a Habsburg-monarchiába), Bömches kisebbségben levő elvbarátaival föllépett az országgyűlésen kihirdetett törvényes álláspont mellett és ellenvéleményt nyújtott be, pártolva a magyarok álláspontját. Brassó követeként az 1866-os kolozsvári országgyűlésen is hasonló szellemben nyilatkozott.
Bömches szolgáltatta az ideológiai alapját és politikai irányvonalát a majdani Szász Néppárt mérsékelt („fekete”) szárnyának.

## Munkái
Országgyűlési beszédei a naplókban és politikai lapokban jelentek meg.